# Агеев, Фахрель-Ислам Невмятуллович
Фахрисла́м Нигматуллович Аге́ев (тат. Фахрислам Нигматулла улы Агиев; 1887—1938) — первый профессиональный татарский детский писатель. Родился в деревне Тенишево Краснослободского уезда Пензенской губернии (в настоящее время деревня Татарское Тенишево Атюрьевского района Мордовии).

## Биография
Получив начальное образование в старометодной деревенской школе, поступает в медресе, откуда, не желая подвергаться часто практиковавшимся физическим наказаниям, скоро уходит. В 14 лет нанимается работником к купцу и уезжает на Дальний Восток, где проходит тяжёлую школу труда.
В 1905 в Харбине учитель Буткевич увлекает Агеева идеей освобождения рабочего класса. Агеев принимает участие в подпольных собраниях рабочих-железнодорожников КВЖД, в профессиональном движении и организует забастовку среди своих товарищей, за что увольняется администрацией.
В 1906 Агеев приезжает в Казань, где сдаёт экзамен за курс среднего учебного заведения. С 1907 печатает свои статьи в газете «Эхбар», «Эль-Ислах», «Кояш», в журналах «Мектеб», «Анг».
В 1912 издаёт детский журнал «Ак юл», который положил начало детской художественной литературе на татарском языке. Как по своему содержанию, так и по изяществу издания журнал этот создаёт Агееву большую популярность в татарском мире. За Агеевым признается авторитет незаурядного знатока психологии детей. Написанные с большим художественным чутьём рассказы, помещённые в «Ак юле», читались детьми с большой любовью.
Наиболее известным произведением Агеева в послеоктябрьский период является его поэма «Бокре айак тавок» (Кривоногая курица), в которой автор в доступной и занимательной для детей форме рассказов из животного мира изображает борьбу между «классами».
Помимо своей многолетней литературной работы Агеев заслуживает внимания и как общественный работник. Педагог с 1908 по 1915 включительно, Агеев в 1915, по распоряжению казанского губернатора, устраняется из школы за политическую неблагонадёжность.
С 1917 по 1922 работал в родной Усть-Рахманской волости в качестве председателя волостного комитета бедноты, до ликвидации комбедов, после чего был неизменным делегатом на уездных съездах советов, одним из организаторов издающейся в Пензе газеты «Сабанче» (Крестьянин).
Агеев также возглавлял организационно-педагогическую работу среди татар Пензенской губернии (Пензенской области), будучи заведующим тюркского отдела и председателем губернского Совнацмена. Позже работал в Москве, являясь методистом-инспектором Наркомпроса РСФСР, одним из активных организаторов татарского кооперативного издательства «Нашрият», секретарём татарской секции Центрального издательства народов СССР и ответственным руководителем Центрального татарского драматического передвижного театра в Москве.
Репрессирован в 1938 году («султангалиевщина»).
Статья основана на материалах Литературной энциклопедии 1929—1939.